# Viachaslau Makaranka
Viachaslau Makaranka est un lutteur biélorusse spécialiste de la lutte gréco-romaine né le 19 septembre 1975 à Homel.

## Biographie
Lors des Jeux olympiques d'été de 2004 se tenant à Athènes, il remporte la médaille de bronze en combattant dans la catégorie des -84 kg.